# 三重中學校及高等學校
三重中學校及高等學校是位於日本三重縣松阪市久保町地區的私立完全中學。
軟式網球部及棒球部為本校著名的學校球隊，軟式網球部曾多次取得全國團體賽的優勝，棒球部在春季甲子園和夏季甲子園各有參加超過十次以上的紀錄。

## 歷史
學校最初由愛知縣的學校法人梅村學園於1961年成立，名為「三重高等學校」，1962年新設立「三重中學校」以及專收女性學生的「松阪女子中學校」及「松阪女子高等學校」；1974年松阪女子中學校被整併入三重中學校，成為男女混和教育的學校，但三重高等學校直到1994年將松阪女子高等學校併入後才成為男女混和教育。
2008年配合新校舍完成開始實施中高一貫教育，2018年學法人梅村學園另設「學校法人三重高等學校」並將本校移交給新學校法人管理。